# Neolimnia pepekeiti
Neolimnia pepekeiti är en tvåvingeart som beskrevs av Barnes 1979. Neolimnia pepekeiti ingår i släktet Neolimnia och familjen kärrflugor. Inga underarter finns listade i Catalogue of Life.